# حارة عبد القوي (الشيخ عثمان)
حارة عبد القوي هي إحدى حارات حي عبود الواقع بمديرية الشيخ عثمان التابعة لمحافظة عدن، بلغ تعداد سكانها 7195 نسمة حسب تعداد اليمن لعام 2004 المنطقة تتميز بالكثافة السكانية الخانقة.